# Władysław Szulc

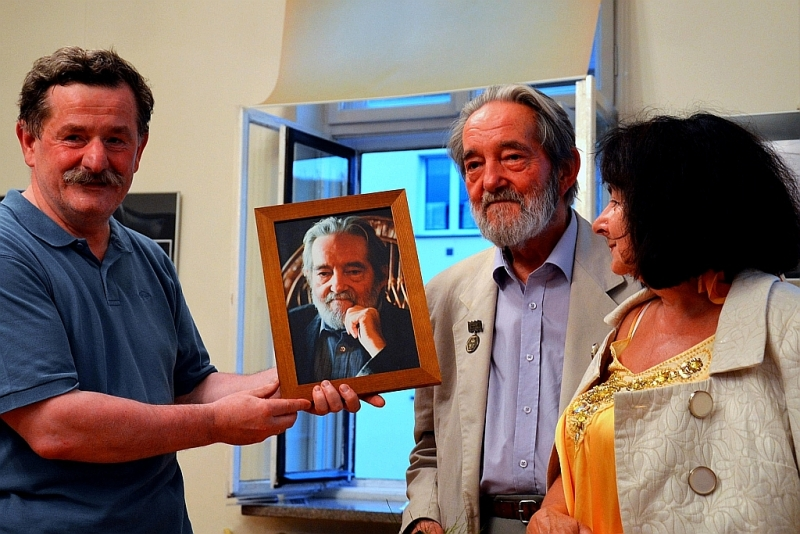
Władysław Szulc (Nov. 2013)

Władysław Szulc (* 1933 in Staszów; † 25. März 2021 in Sanok) war ein polnischer Fotograf, Maler, Konservator und Autor.

## Lebenslauf
Władysław Szulc wurde in eine Militärfamilie hineingeboren. Sein Vater war ein polnischer Arzt und Offizier in den militärischen Sanitätsdiensten. Szulc′ Urgroßeltern väterlicherseits stammten ursprünglich aus Preußen.
Władysław Szulc wuchs in Staszów, Sanok und Skarżysko-Kamienna auf. Nach dem Abitur begann Szulc zunächst sein Studium der Kunst an der Nikolaus-Kopernikus-Universität Toruń. Dort heiratete er 1957 und begann im selben Jahr auch seine Arbeit in dem Denkmalkonservierungswerk.
1964 zog seine Familie nach Sanok, wo er bis 1991 als Fotograf im ethnographischen Freilichtmuseen arbeitete.
Ende der 1970er und Anfang der 1990er Jahre realisierte er zahlreiche Ausstellungen im In- und Ausland.
Ab 1991 war er Mitglied des Verbandes der Polnischen Künstler Fotografen (ZPAF). Im Jahr 2013 wurde er vom Minister für Kultur und Nationales Erbe als „Verdienter der polnischen Kultur“ ausgezeichnet.
Władysław Szulc lebte in Sanok.